# Unseen Rain
Unseen Rain Records is een platenlabel, dat jazz en geïmproviseerde muziek uitbrengt via downloads. Het label maakt deel uit van de onderneming mEyeFi, die ook enkele andere labels voert, zoals mEyeFi Records en Dobbiaco. 
Musici die op het label uitkwamen zijn onder meer Steve Cohn, Bruce Ditmas, Jack DeSalvo, Dom Minasi, Rob Reich en Blaise Siwula.